# Кавуновий флешмоб

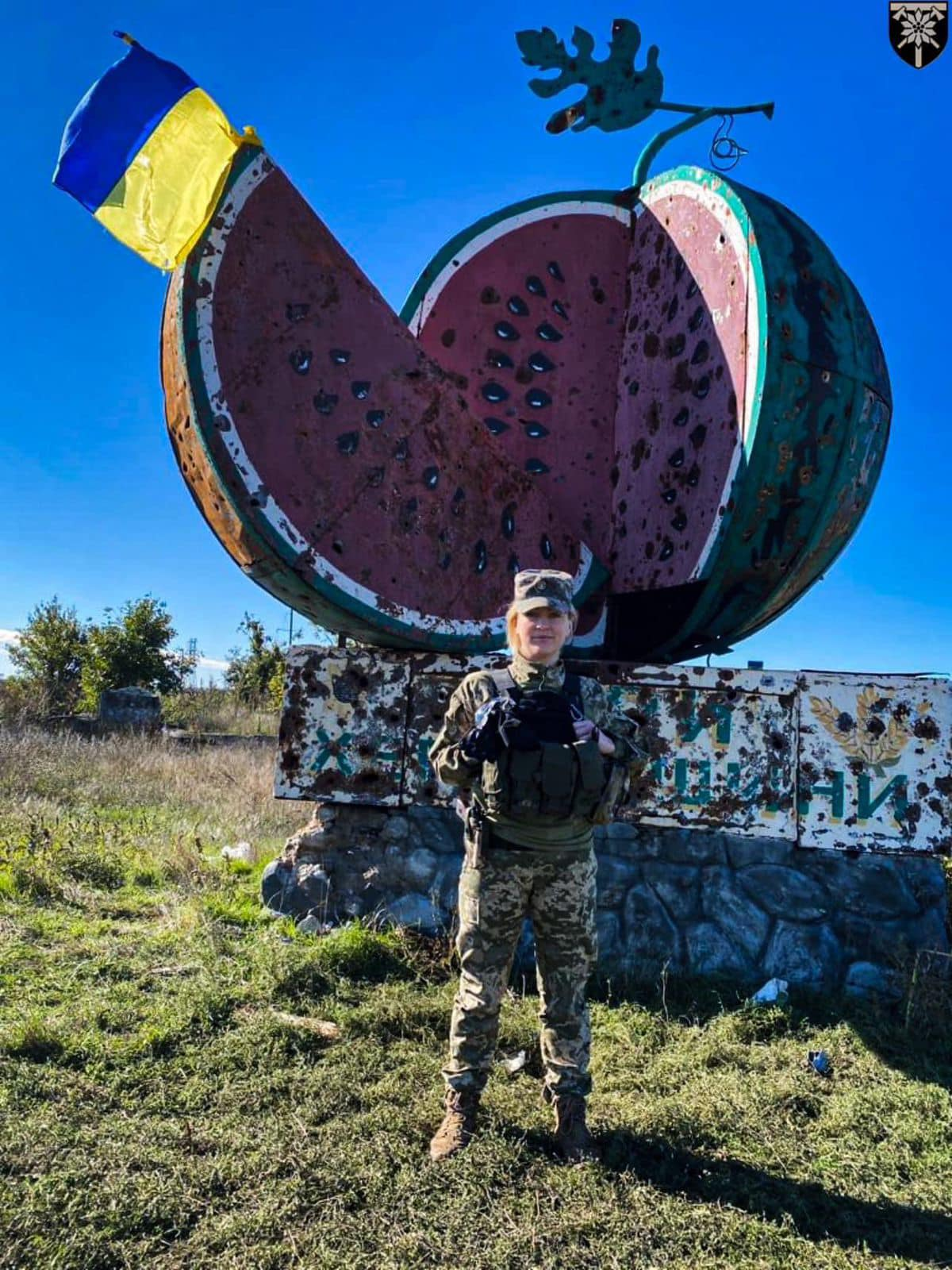
Пам'ятник «Дари Херсонщини» в селі Осокорівка, звільнений на початку жовтня 2022 року

Кавуновий флешмоб — акція з використання кавуна в якості аватарів та логотипів, що поширилась українським інфопростором під час звільнення правобережжя Херсонщини восени 2022 року. До флешмобу долучились українські блогери, політики та компанії.

## Історія

### Кавун як мем
Кавун є одним із характерних символів та локальних брендів Херсонщини, який широко представлений в рекламі, сувенірах та інтернет-мемах: наприклад, існує навіть інформаційний портал Кавун.City, що розповідає про події регіону. Врожай кавунів традиційно відправлявся баржами до Києва, а також постачався на експорт. Тому Херсонська область, вирощуючи по кілька тисяч тон кавунів на рік, в культурі тісно асоціюється з цією ягодою. 
Емоджі кавуна з'явилось у травні 2021 року в сатиричному телеграм-каналі «ВО "Мусора"» для позначення свастики, але значне поширення мемів про кавун в українській Telegram-спільноті сталось на початку російського вторгнення в 2022 завдяки каналу «Український наступ» (блог з мемами, заснований в 2014 році). Початкове значення мему змінилось, і він став позначати «базу» (від англ. сленгового слова based, що позначає позитивне ставлення до чогось, ціннісний збіг; українською перекладається як «базований»). З'явився і флешмоб із емоджі кавуна: його ставили в назви каналів та нікнейми.  
22 листопада 2022 року в боях за Бахмут загинув Дмитро Сидорко — автор оригінального мему про кавун та очільник каналу «ВО "Мусора"». 

### Російська окупація
Культурна реакція (в тому числі меми) про Херсон та кавуни в контексті російського вторгнення з'явилась майже одразу після окупації міста. Наприклад, на початку травня спортсмен Жан Беленюк сфотографувався в футболці з надписом «Мій Херсон вам в рот не влізе». Військові та журналісти також обігравали регіональний мем, фотографуючись із кавунами: так, фотографія Костянтина та Влади Ліберових із кавуном та залпом БМ-21 «Град» набула світової популярності. Відомі й картини художників з цієї тематики: Марія Шарлай, Олександр Кустовський та інші. 
3 серпня, на міжнародний день кавуна, був певний сплеск мемів про кавуни. Зокрема, привітали з цим днем своїх підписників розробники GSC Game World. 
28 серпня 2022 року херсонський кавун, вивезений з-під окупації, що подолав 900 кілометрів шляху, продали на аукціоні за дві тисячі гривень. 

### Звільнення Херсона та флешмоб
Упродовж початку листопада ЗСУ продовжували контрнаступ на Херсонщині, результатом чого стало звільнення Херсона від російських окупантів. Після цього інтернетом поширився флешмоб: телеграм-канали, блогери, держпосадовці, державні та приватні компанії почали використовувати кавун, символ Херсона, в своїх аватарах та логотипах. Зокрема, «модифікували» кавуном свої логотипи в соцмережах наступні компанії та організації: Дзеркало тижня, Бігус.Інфо, телеграм-канал Верховної Ради України, НАБУ, Суспільне Херсон, 24 канал, Укрпошта, Детектор медіа, видання «ЖАР», Укроборонпром, Нова Пошта, ДСНС, Полтавська хвиля, Центральна виборча комісія України, ДПСУ, Українська правда, НикВести, Укрзалізниця, Інститут Масової Інформації, Енергоатом, Дія, Кременчуцький телеграф, Національний проєкт з медіаграмотності «Фільтр», МВС України, ТСН, Патрульна поліція України, Kyivstar, Rozetka, METRO Ukraine, EVA, Comfy, Foxtrot, Eldorado, Ашан Україна, Книгарня «Є», Yakaboo, Citrus, prom.ua, Епіцентр, ПриватБанк, МОЗ України, Moyo, Український гідрометеорологічний центр, Національний музей історії України в ДСВ, Сільпо, Novus, Varus, АрміяInform, Алло, Територія Min, Аврора, Intertop, Лоток, Подорожник, Yuki, Bomond, Коло, Multiplex, RDA, АНЦ та інші. Прем'єр-міністр України Денис Шмигаль поставив на аватар своїх соцмереж фото від 10 вересня 2020 року, де він зображений з величезним кавуном, подарованим йому фермерами. Також одними з першими оновили свої аватари та логотипи телеграм-канали з мемами, наприклад «Український наступ», «Перша приватна мемарня», «Регіоналіті» тощо. Укрпошта також видала ексклюзивні 
поштові марки з зображенням кавуна. 
За кілька місяців до цього флешмобу, після вибухів на авіабазі «Саки» 9 серпня 2022 року, українські компанії провели невеликий флешмоб з приводу майбутнього повернення в деокупований Крим.

## Галерея

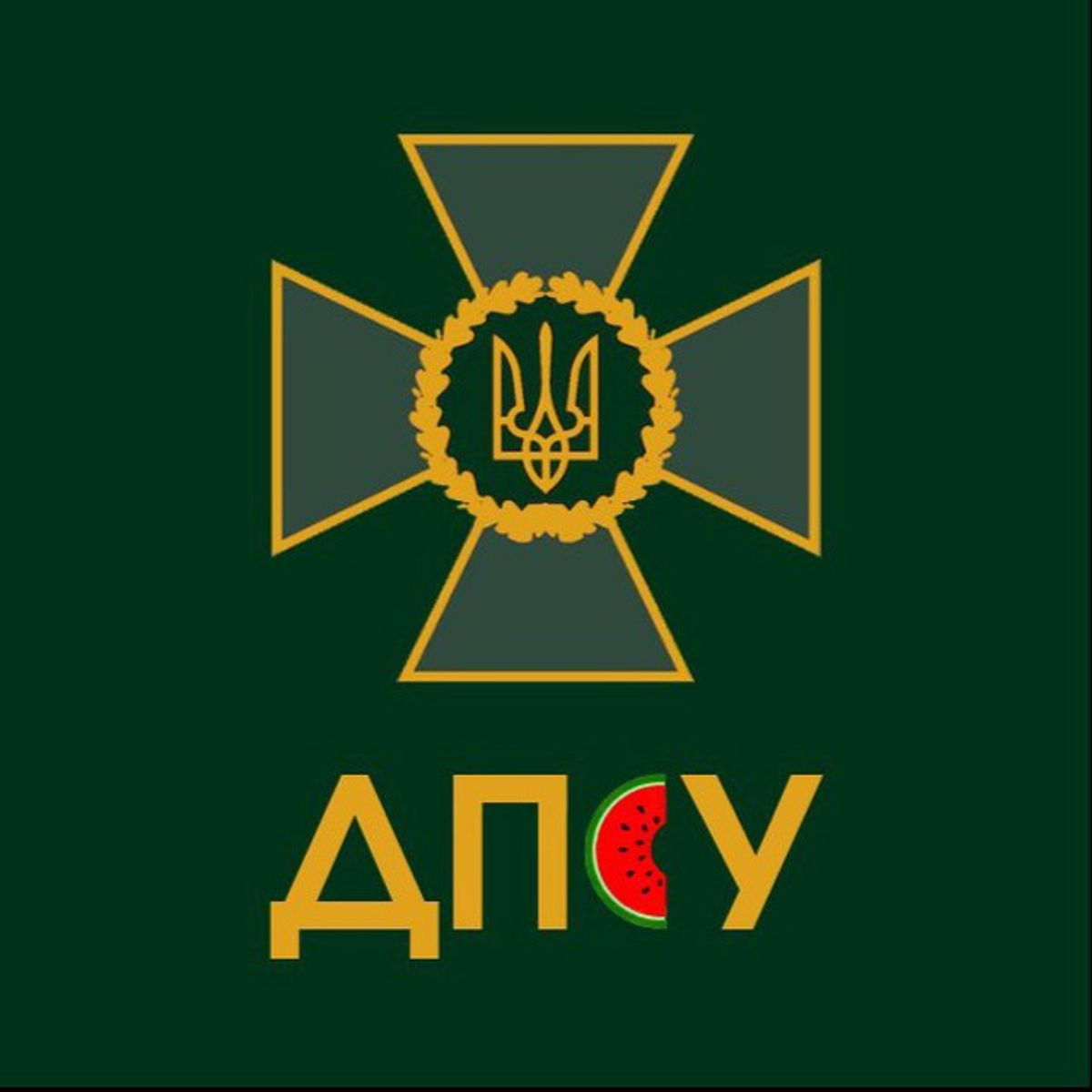
ДПСУ
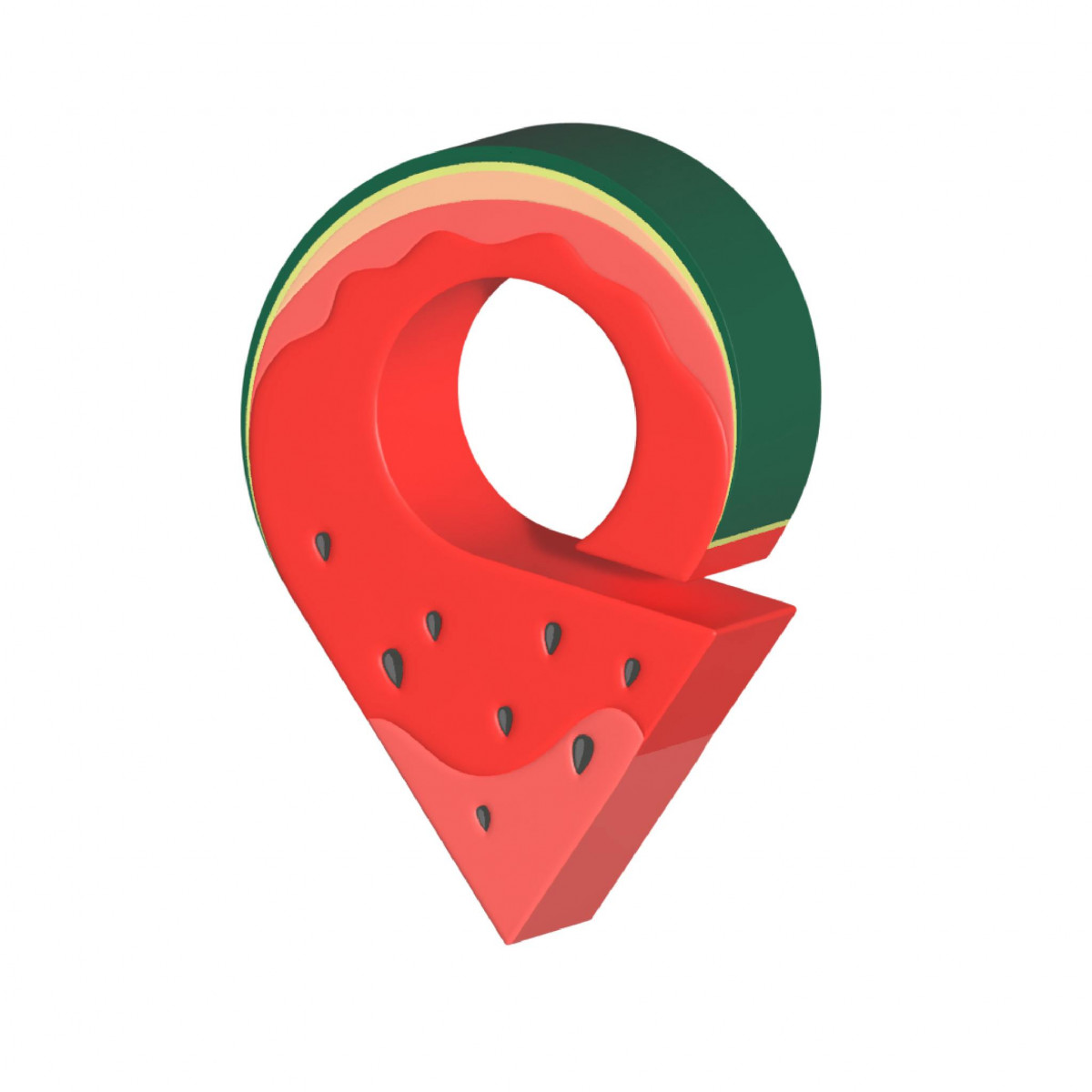
Укрпошта
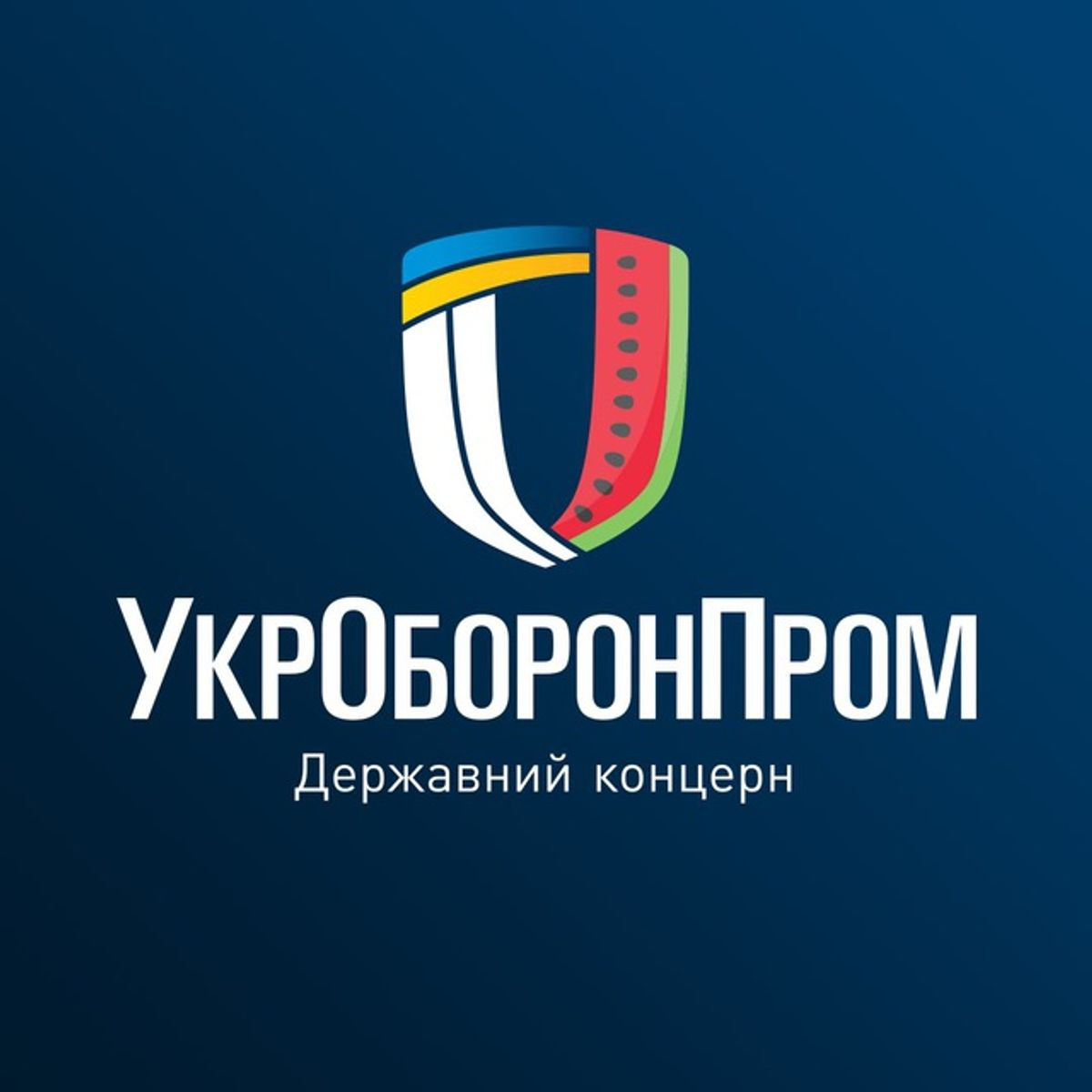
Укроборонпром
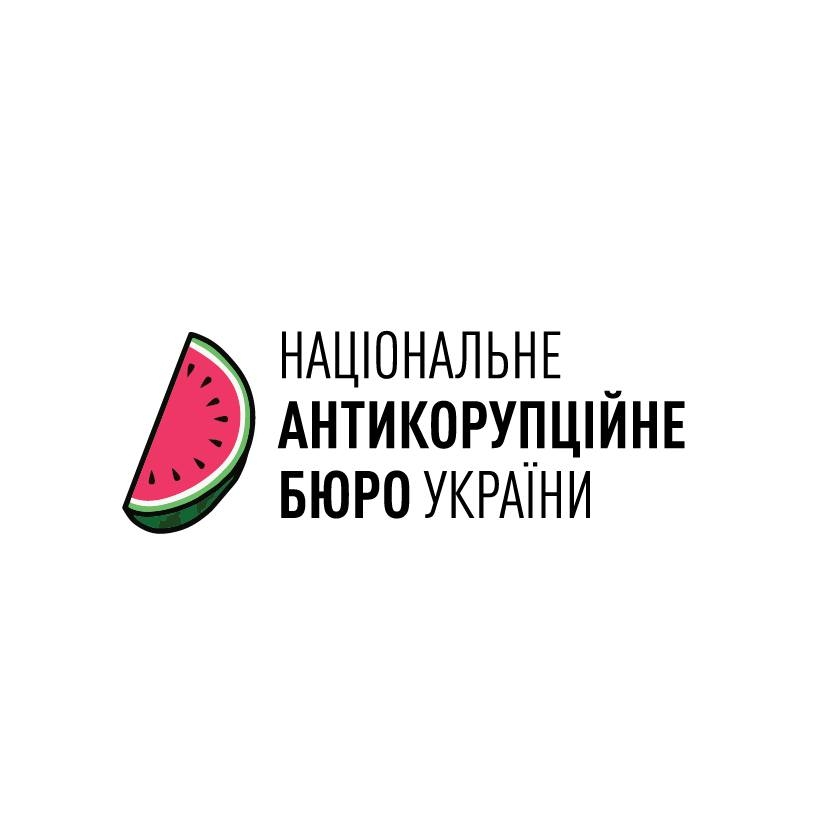
НАБУ
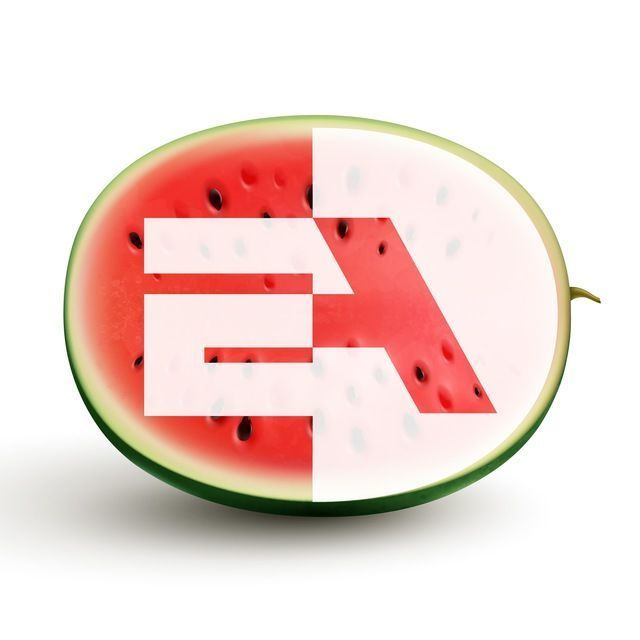
Енергоатом
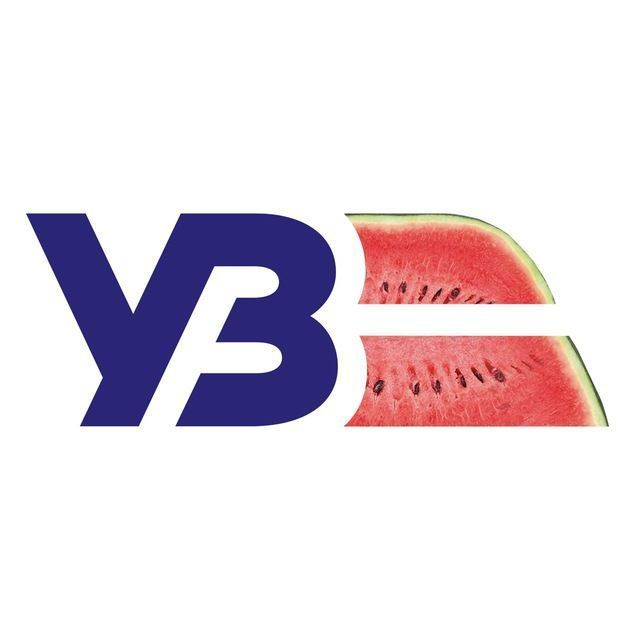
Укрзалізниця
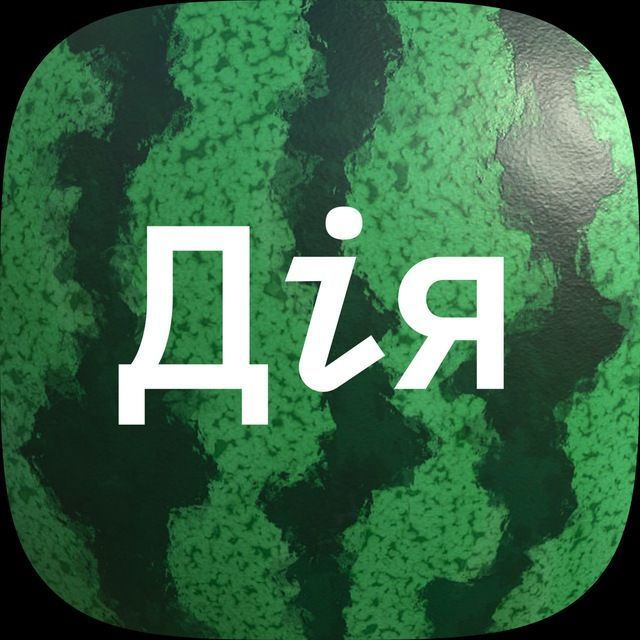
Дія